# Campionati europei di 470 1986
I Campionati europei di 470 1986 si sono svolti a Sønderborg, in Danimarca, dal 30 giugno al 10 luglio 1986.

## Podi
| Evento        | Oro                                  | Argento                                      | Bronzo                                       |
| 470 Open      | Francia Thierry Péponnet Luc Pillot  | Paesi Bassi Hans Duetz Jan Bos               | Germania Est Jurgen Brietzke Ekkehard Schulz |
| 470 Femminile | Francia Florence Lebrun Sophie Berge | Paesi Bassi Wilma Kramer Henneke Stavenuiter | Italia Paola Porta Anna Barabino             |

## Medagliere
| Posiz. | Nazione      | Oro | Argento | Bronzo | Totale |
| ------ | ------------ | --- | ------- | ------ | ------ |
| 1      | Francia      | 2   | 0       | 0      | 2      |
| 2      | Paesi Bassi  | 0   | 2       | 0      | 2      |
| 3      | Italia       | 0   | 0       | 1      | 1      |
| 3      | Germania Est | 0   | 0       | 1      | 1      |
| Totale | Totale       | 2   | 2       | 2      | 6      |